# Elitserien i baseboll 2012
Elitserien i baseboll 2012 är den för 2012 års säsong högsta serien i baseboll i Sverige. Totalt deltar 8 lag i serien. Först spelar alla mot varandra två gånger, vilket ger 14 matcher. Därefter fortsätter de sex främsta lagen att spela mot varandra i en andra omgång och spelar då ytterligare två matcher mot varandra, medan det sämsta laget går till kvalserien. De sex främsta lagen spelar därmed 24 matcher. Därefter påbörjas ett slutspel för de fyra främsta. För säsongen 2012 deltar Leksands gymnasium under namnet Akademin, och kan inte gå till varken kvalserien eller den andra omgången efter den första omgången, då det är ett nationellt utvecklingslag i samarbete med bland annat Major League Baseball.

## Första omgången
Akademin kunde varken gå vidare till den andra omgången eller gå till kvalserien.
| Nr | Lag                 | Matcher | Vunna | Förlorade | Vinstprocent |
| -- | ------------------- | ------- | ----- | --------- | ------------ |
| 1  | Karlskoga Bats      | 14      | 12    | 2         | 0.857        |
| 2  | Stockholms BSK      | 14      | 10    | 4         | 0.714        |
| 3  | Sundbyberg Heat     | 14      | 8     | 6         | 0.571        |
| 4  | Leksand Lumberjacks | 14      | 8     | 6         | 0.571        |
| 5  | Göteborg Hajarna    | 14      | 8     | 6         | 0.571        |
| 6  | Gefle BC            | 14      | 5     | 9         | 0.357        |
| 7  | Akademin            | 14      | 3     | 11        | 0.214        |
| 8  | Alby IF             | 14      | 2     | 12        | 0.143        |

### Matcher
| Datum    | Hemmalag            | Bortalag            | Resultat |
| -------- | ------------------- | ------------------- | -------- |
| 28 april | Göteborg Hajarna    | Akademin            | 6–2      |
| 28 april | Göteborg Hajarna    | Akademin            | 6–5      |
| 29 april | Sundbyberg Heat     | Leksand Lumberjacks | 7–8      |
| 29 april | Sundbyberg Heat     | Leksand Lumberjacks | 6–1      |
| 1 maj    | Alby IF             | Karlskoga Bats      | 2–5      |
| 1 maj    | Alby IF             | Karlskoga Bats      | 7–15     |
| 1 maj    | Stockholms BSK      | Gefle BC            | 4–5      |
| 1 maj    | Stockholms BSK      | Gefle BC            | 10–8     |
| 3 maj    | Sundbyberg Heat     | Akademin            | 10–8     |
| 5 maj    | Göteborg Hajarna    | Alby IF             | 10–9     |
| 5 maj    | Göteborg Hajarna    | Alby IF             | 7–2      |
| 5 maj    | Gefle BC            | Leksand Lumberjacks | 3–4      |
| 5 maj    | Gefle BC            | Leksand Lumberjacks | 5–4      |
| 5 maj    | Stockholms BSK      | Karlskoga Bats      | 8–2      |
| 5 maj    | Stockholms BSK      | Karlskoga Bats      | 10–0     |
| 8 maj    | Sundbyberg Heat     | Akademin            | 17–5     |
| 9 maj    | Stockholms BSK      | Akademin            | 12–3     |
| 12 maj   | Karlskoga Bats      | Leksand Lumberjacks | 8–3      |
| 12 maj   | Karlskoga Bats      | Leksand Lumberjacks | 6–1      |
| 12 maj   | Sundbyberg Heat     | Göteborg Hajarna    | 5–7      |
| 12 maj   | Sundbyberg Heat     | Göteborg Hajarna    | 4–2      |
| 12 maj   | Alby IF             | Gefle BC            | 8–13     |
| 12 maj   | Alby IF             | Gefle BC            | 0–17     |
| 14 maj   | Stockholms BSK      | Akademin            | 12–0     |
| 15 maj   | Leksand Lumberjacks | Akademin            | 8–12     |
| 16 maj   | Leksand Lumberjacks | Akademin            | 20–10    |
| 17 maj   | Karlskoga Bats      | Sundbyberg Heat     | 9–5      |
| 17 maj   | Karlskoga Bats      | Sundbyberg Heat     | 4–3      |
| 17 maj   | Gefle BC            | Göteborg Hajarna    | 2–7      |
| 17 maj   | Gefle BC            | Göteborg Hajarna    | 7–11     |
| 17 maj   | Stockholms BSK      | Alby IF             | 15–7     |
| 17 maj   | Stockholms BSK      | Alby IF             | 15–11    |
| 22 maj   | Karlskoga Bats      | Akademin            | 9–4      |
| 24 maj   | Karlskoga Bats      | Akademin            | 16–4     |
| 26 maj   | Göteborg Hajarna    | Stockholms BSK      | 4–3      |
| 26 maj   | Göteborg Hajarna    | Stockholms BSK      | 3–4      |
| 26 maj   | Leksand Lumberjacks | Alby IF             | 15–0     |
| 26 maj   | Leksand Lumberjacks | Alby IF             | 13–3     |
| 26 maj   | Gefle BC            | Sundbyberg Heat     | 0–5      |
| 26 maj   | Gefle BC            | Sundbyberg Heat     | 8–9      |
| 29 maj   | Gefle BC            | Akademin            | 10–9     |
| 31 maj   | Gefle BC            | Akademin            | 2–8      |
| 2 juni   | Göteborg Hajarna    | Karlskoga Bats      | 1–9      |
| 2 juni   | Göteborg Hajarna    | Karlskoga Bats      | 5–9      |
| 5 juni   | Alby IF             | Akademin            | 15–10    |
| 5 juni   | Sundbyberg Heat     | Stockholms BSK      | 4–3      |
| 6 juni   | Leksand Lumberjacks | Göteborg Hajarna    | 7–6      |
| 6 juni   | Leksand Lumberjacks | Göteborg Hajarna    | 12–4     |
| 6 juni   | Karlskoga Bats      | Gefle BC            | 3–1      |
| 6 juni   | Karlskoga Bats      | Gefle BC            | 10–0     |
| 7 juni   | Alby IF             | Akademin            | 7–9      |
| 7 juni   | Sundbyberg Heat     | Stockholms BSK      | 3–15     |
| 9 juni   | Leksand Lumberjacks | Stockholms BSK      | 0–11     |
| 9 juni   | Leksand Lumberjacks | Stockholms BSK      | 6–4      |
| 10 juni  | Alby IF             | Sundbyberg Heat     | 2–22     |
| 10 juni  | Alby IF             | Sundbyberg Heat     | 9–1      |

## Andra omgången
Alla lag tar med sig sina matchresultat från den första omgången. De fyra främsta går vidare till slutspel.
| Nr | Lag                 | Matcher | Vunna | Förlorade | Vinstprocent |
| -- | ------------------- | ------- | ----- | --------- | ------------ |
| 1  | Karlskoga Bats      | 24      | 21    | 3         | 0.875        |
| 2  | Stockholms BSK      | 24      | 16    | 8         | 0.667        |
| 3  | Leksand Lumberjacks | 24      | 14    | 10        | 0.583        |
| 4  | Sundbyberg Heat     | 24      | 13    | 11        | 0.542        |
| 5  | Göteborg Hajarna    | 24      | 11    | 13        | 0.458        |
| 6  | Gefle BC            | 24      | 6     | 18        | 0.250        |

### Matcher
| Datum     | Hemmalag            | Bortalag            | Resultat |
| --------- | ------------------- | ------------------- | -------- |
| 16 juni   | Karlskoga Bats      | Gefle BC            | 10–0     |
| 16 juni   | Karlskoga Bats      | Gefle BC            | 4–2      |
| 3 juli    | Leksand Lumberjacks | Gefle BC            | 4–2      |
| 4 juli    | Leksand Lumberjacks | Gefle BC            | 11–1     |
| 7 juli    | Gefle BC            | Göteborg Hajarna    | 4–10     |
| 7 juli    | Gefle BC            | Göteborg Hajarna    | 8–14     |
| 7 juli    | Karlskoga Bats      | Stockholms BSK      | 6–3      |
| 7 juli    | Karlskoga Bats      | Stockholms BSK      | 5–4      |
| 14 juli   | Leksand Lumberjacks | Karlskoga Bats      | 9–11     |
| 14 juli   | Leksand Lumberjacks | Karlskoga Bats      | 2–5      |
| 14 juli   | Göteborg Hajarna    | Sundbyberg Heat     | 1–13     |
| 14 juli   | Göteborg Hajarna    | Sundbyberg Heat     | 7–11     |
| 21 juli   | Gefle BC            | Stockholms BSK      | 6–4      |
| 21 juli   | Gefle BC            | Stockholms BSK      | 1–11     |
| 21 juli   | Göteborg Hajarna    | Leksand Lumberjacks | 2–9      |
| 21 juli   | Göteborg Hajarna    | Leksand Lumberjacks | 2–1      |
| 21 juli   | Sundbyberg Heat     | Karlskoga Bats      | 11–13    |
| 21 juli   | Sundbyberg Heat     | Karlskoga Bats      | 5–1      |
| 25 juli   | Stockholms BSK      | Sundbyberg Heat     | 9–8      |
| 28 juli   | Stockholms BSK      | Göteborg Hajarna    | 11–1     |
| 28 juli   | Stockholms BSK      | Göteborg Hajarna    | 7–1      |
| 28 juli   | Leksand Lumberjacks | Sundbyberg Heat     | 9–6      |
| 28 juli   | Leksand Lumberjacks | Sundbyberg Heat     | 5–3      |
| 4 augusti | Stockholms BSK      | Leksand Lumberjacks | 6–3      |
| 4 augusti | Stockholms BSK      | Leksand Lumberjacks | 7–9      |
| 4 augusti | Sundbyberg Heat     | Gefle BC            | 8–2      |
| 4 augusti | Sundbyberg Heat     | Gefle BC            | 11–2     |
| 4 augusti | Karlskoga Bats      | Göteborg Hajarna    | 11–4     |
| 4 augusti | Karlskoga Bats      | Göteborg Hajarna    | 18–3     |
| 7 augusti | Stockholms BSK      | Sundbyberg Heat     | 18–10    |

## Slutspel
I slutspelet deltar lagen som hamnade på plats ett till fyra i den andra omgången. Laget på första plats möter laget på fjärde plats och laget på andra möter det tredje, i en semifinalserie. Semifinalerna spelas i bäst av tre och finalen spelas i bäst av fem.

### Semifinal
Stockholm – Leksand 1–2
| Datum      | Hemmalag       | Bortalag            | Resultat |
| ---------- | -------------- | ------------------- | -------- |
| 11 augusti | Stockholms BSK | Leksand Lumberjacks | 7–5      |
| 11 augusti | Stockholms BSK | Leksand Lumberjacks | 2–5      |
| 12 augusti | Stockholms BSK | Leksand Lumberjacks | 0–1      |

Karlskoga – Sundbyberg 2–0
| Datum      | Hemmalag       | Bortalag        | Resultat |
| ---------- | -------------- | --------------- | -------- |
| 11 augusti | Karlskoga Bats | Sundbyberg Heat | 7–1      |
| 11 augusti | Karlskoga Bats | Sundbyberg Heat | 4–3      |

### Final
Karlskoga – Leksand 3–1
| Datum      | Hemmalag            | Bortalag            | Resultat |
| ---------- | ------------------- | ------------------- | -------- |
| 18 augusti | Leksand Lumberjacks | Karlskoga Bats      | 2–3      |
| 19 augusti | Leksand Lumberjacks | Karlskoga Bats      | 1–4      |
| 25 augusti | Karlskoga Bats      | Leksand Lumberjacks | 2–10     |
| 25 augusti | Karlskoga Bats      | Leksand Lumberjacks | 6–3      |

## Kvalserie
I kvalserien deltar fem lag: det sämst placerade laget i den första omgången, i detta fall Alby IF, samt de två främsta från varje regionserie (den näst högsta divisionen). Alla lagen möter varandra två gånger vilket ger totalt åtta matcher per lag. De två främsta lagen flyttas upp till Elitserien inför nästa säsong.
| Nr | Lag                  | Matcher | Vunna | Förlorade | Vinstprocent |
| -- | -------------------- | ------- | ----- | --------- | ------------ |
| 1  | Tranås BF            | 7       | 6     | 1         | 0.857        |
| 2  | Alby IF              | 7       | 5     | 2         | 0.714        |
| 3  | City/Kungsängen      | 8       | 3     | 5         | 0.375        |
| 4  | Rättvik Butchers     | 6       | 2     | 4         | 0.333        |
| 5  | Sölvesborg Firehawks | 6       | 1     | 5         | 0.167        |

### Matcher
| Datum      | Hemmalag             | Bortalag             | Resultat     |
| ---------- | -------------------- | -------------------- | ------------ |
| 22 juli    | Alby IF              | Rättvik Butchers     | 17–6         |
| 22 juli    | Alby IF              | Rättvik Butchers     | 3–5          |
| 29 juli    | Tranås BF            | Rättvik Butchers     | 26–10        |
| 29 juli    | Tranås BF            | Rättvik Butchers     | 8–7          |
| 29 juli    | City/Kungsängen      | Sölvesborg Firehawks | 8–6          |
| 29 juli    | City/Kungsängen      | Sölvesborg Firehawks | 6–21         |
| 5 augusti  | City/Kungsängen      | Alby IF              | 2–15         |
| 5 augusti  | City/Kungsängen      | Alby IF              | 4–15         |
| 5 augusti  | Sölvesborg Firehawks | Tranås BF            | 10–12        |
| 5 augusti  | Sölvesborg Firehawks | Tranås BF            | 4–18         |
| 12 augusti | Tranås BF            | City/Kungsängen      | 8–10         |
| 12 augusti | Tranås BF            | City/Kungsängen      | 5–2          |
| 18 augusti | Sölvesborg Firehawks | Alby IF              | 2–14         |
| 18 augusti | Sölvesborg Firehawks | Alby IF              | 0–13         |
| 19 augusti | Rättvik Butchers     | City/Kungsängen      | 8–26         |
| 19 augusti | Rättvik Butchers     | City/Kungsängen      | 13–0         |
| 26 augusti | Rättvik Butchers     | Sölvesborg Firehawks | Spelades ej. |
| 26 augusti | Rättvik Butchers     | Sölvesborg Firehawks | Spelades ej. |
| 26 augusti | Alby IF              | Tranås BF            | 8–9          |
| 26 augusti | Alby IF              | Tranås BF            | Spelades ej. |

### Webbkällor
- Svenska Baseboll- och Softbollförbundet, Resultat och statistik